# Amt Breitenburg
Het Amt Breitenburg is een Amt in de Duitse deelstaat Sleeswijk-Holstein. Het wordt gevormd door 11 gemeenten in de Kreis Steinburg. Het bestuur zetelt in Breitenburg.

## Deelnemende gemeenten
| 1. Auufer 2. Breitenberg 3. Breitenburg 4. Kollmoor | 1. Kronsmoor 2. Lägerdorf 3. Moordiek 4. Münsterdorf | 1. Oelixdorf 2. Westermoor 3. Wittenbergen |

## Geschiedenis

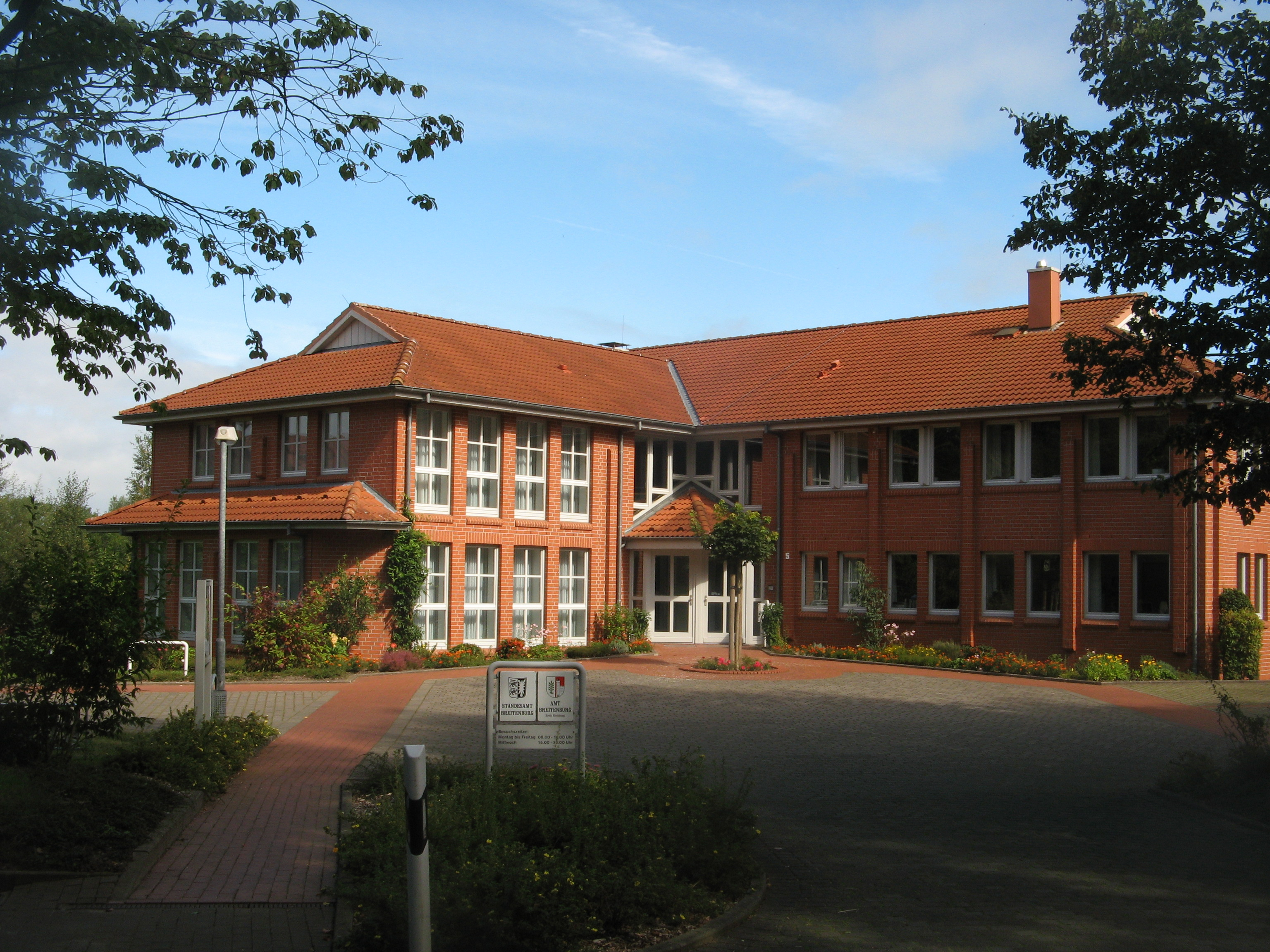
Zetel van het Amt in Breitenburg

Het Amt ontstond in 1948 door de samenwerking van 9 gemeenten: Breitenberg, Breitenburg, Kollmoor, Kronsmoor, Moordiek, Moordorf, Münsterdorf, Oelixdorf en Westermoor. In 2003 trad de tot dan Amtvrije gemeente Lägerdorf toe tot het Amt. In 2008 werden de gemeenten Auufer en Wittenbergen die tot dan deel uitmaakten van het Amt Kellinghusen-Land bij het Amt Breitenburg gevoegd. De gemeente Moordorf gaf in 2008 haar zelfstandigheid op en sloot zich aan bij de gemeente Westermoor.